# Mildrette Netter
Mildrette Netter (Greenview, 16 giugno 1948) è un'ex velocista statunitense, campionessa olimpica della staffetta 4×100 metri ai Giochi di Città del Messico 1968.

## Palmarès
| Anno | Manifestazione  | Sede              | Evento  | Risultato | Prestazione | Note            |
| ---- | --------------- | ----------------- | ------- | --------- | ----------- | --------------- |
| 1968 | Giochi olimpici | Città del Messico | 4×100 m | Oro       | 42"8        | Record mondiale |
| 1972 | Giochi olimpici | Monaco            | 4×100 m | 4ª        | 43"39       |                 |